# Фэлкояну, Штефан
Штефан» Фэлкояну (рум. Ștefan Fălcoianu; 6 июня 1835, Бухарест, Валахия — 22 января 1905, Бухарест, Королевство Румыния) — румынский политический, государственный и военный деятель, дивизионный генерал (1892), историк, математик, военный министр Королевства Румыния (1884—1886). Сенатор Румынии.

## Биография

Родовой герб

Родился в боярской семье. Его отец был Сардаром. Учился в 1854—1856 годах в румынской офицерской школе. Высшее образование получил в Сен-Сире и Политехнической школе Парижа.
В 1870—1877 годах — генеральный секретарь Министерства общественных работ. Участник Войны за независимость Румынии (1877—1878). Был в числе подписавших Берлинский трактат.
Начальник Генерального штаба румынской армии (1877—1878, 1883—1884, 1886—1894).
Пока Фэлкояну возглавлял армию, с 1882 по 1884 год произошли многочисленные реформы: были созданы четыре армейских корпуса в Бухаресте, Крайове, Галаце и Яссах; начались работы на укреплению Бухареста и вдоль укреплённой линии Фокшани-Намолоаса-Галац; было создано несколько административных должностей высокого уровня, введён институт генеральных инспекторов. Генеральный штаб был реорганизован по современной, прусской модели, а также с учётом  уроков, извлечённых из войны за независимость. В 1889 году открылось Высшее военное училище , и Фэлкояну стад её первым командиром. По его приказу каждое лето с 1891 по 1894 год офицеры училища выезжали на разные участки границы с Австро-Венгрией с целью изучения своего военного потенциала.
Он автор нескольких книг по военной теории и истории: 
- Explicări Generale (1880 г.),
- Răspuns (1889 г.),
- Conferinśă asupra sciencei, subordinaciunii şi îndatoririlor ierarhice (1890 г.),
- Despre scrisori şi rapporturi (1892 г.)
- Istoria Războiului din 1877–1878 ruso-româno-turc (1895).

В 1891 году был среди тех, кто возобновил выпуск журнала România Militară, а в последующие годы помог обеспечить его дальнейшее издание.
Действительный член Румынской академии с 1876 года. Стал первым военным деятелем, удостоенным такой чести. На протяжении многих лет возглавлял различные рабочие комитеты, вице-президентом Академии с 1886 по 1888 год и с 1898 по 1899 год, а также несколько раз был вице-президентом научного отдела с 1882 по 1905 год.
Похоронен на Кладбище Беллу.